# Hygrohypnum subeugyrium
Hygrohypnum subeugyrium là một loài Rêu trong họ Amblystegiaceae. Loài này được (Renauld & Cardot) Broth. mô tả khoa học đầu tiên năm 1908.